# Ella Masar
Ella Masar  (née à Urbana dans l'Illinois le 3 avril 1986) est une joueuse américaine de soccer. Elle évolue à la position d'attaquante.

## Carrière en club
Masar a commencé à jouer au soccer au Urbana High School, où elle détient toujours le record de l'école pour 40 buts en une saison et de 92 buts marqués en carrière des High school de l'Illinois.

### Club universitaire
En 2004, elle s'inscrit à l'Université de l'Illinois et joue pour Illinois Fighting Illini pendant quatre saisons (2004 à 2007). En 2006, elle est nommée la meilleure joueuse offensive de la Conférence Big Ten de l'année et est dans la deuxième équipe All-American NSCAA. Au cours de la saison 2007, elle marque 12 buts et récolte 3 passes. Durant sa dernière année universitaire, elle est élue sur la première équipe All-Big Ten et sur la Lowe All-American First Team. Pour sa carrière universitaire, Masar compile un total de 27 buts et de 20 passes. Elle est diplômée d'une licence en santé communautaire avec une concentration en travail social.

### W-League
Masar joue plusieurs saisons dans la W-League l'été lors de la relâche scolaire des universités. Elle commence en 2004 avec  le club du Windy City Bluez. Elle  joue seulement un match pour cette équipe, passant le reste du temps comme réserviste. En 2005, elle joue 7 matchs (650 minutes) pour le club du Chicago Gaels et marque neuf buts avec une mention d'assistance. En 2006, toujours pour Chicago Gaels, elle joue dans plus de 9 matchs (791 minutes) et marque 1 but et 1 passe.
Lors de la saison 2007, Elle joue avec les Whitecaps de Vancouver dans 8 matchs (632 minutes) et marque 1 but avec une mention de cinq assistances. En 2008, Masar joue avec Washington Freedom, où elle apparait dans 7 matchs (321 minutes).  Elle marque 3 buts, tout en aidant les Freedoms à conquérir la première place dans la Division Nord-Est de la W-League. Durant l'intersaison 2008-09, elle joue en Norvège pour le club Team Strommen.

### Women's Professional Soccer
Lors de la création de la Women's Professional Soccer, Masar est recrutée le 6 octobre 2008 par le Chicago Red Stars dans le deuxième tour de la Draft générale 2008,. À la saison 2009, Masar apparait dans 16 matchs (655 minutes) et enregistre 2 assistances. Toutefois elle ne marque aucun but dans la saison. Sa saison 2009 est sérieusement entravée par une  blessure à la hanche (quatre muscles déchirés) lors du match contre le FC Gold Pride le 7 juin 2009. En 2010, elle joue une bonne saison avec les Red Stars en marquant huit buts. Elle s'illustre comme l'une des meilleures attaquantes du club,.
À l'inter-saison 2010-2011, les propriétaires des Red Stars annoncent que l'équipe ne repartira pas pour la saison 2011 dans la WPS pour raisons financières, et vont jouer dans la ligue amateur Women's Premier Soccer League (WPSL). Masar est alors recrutée par le club magicJack de la Women's Professional Soccer. Au cours de la saison 2011, elle marque 3 buts  et contribue à la qualification de son équipe en série éliminatoire mais MagicJack est finalement éliminé en semi-finale par Philadelphie Independence.

### Championnat de France de football
Durant l'intersaison américaine 2011-12, Masar s’engage avec les féminines du Paris-St-Germain, . Elle y joue 17 matchs en saison régulière avec 6 buts marqués, de plus elle joue 6 matchs en Coupe de France avec 1 but

### WPSL Elite League
De retour aux États-Unis, Masar joue la saison 2012 avec les Red Stars de Chicago dans la WPSL Elite League. Lors des séries de fin de saison, Masar marque un but important et contribua au but de Lori Chalupny qui permettent aux Red Stars d'éliminer les Breakers de Boston et de passer en finale de championnat.

## Carrière internationale
Masar a débuté en 2007 avec l'Équipe nationale des États-Unis de soccer féminin des moins de 21 ans. Elle est apparue dans 12 matchs, inscrivant 2 buts et une mention d'assistance. En 2008, l'Équipe nationale américaine U-21 se métamorphose et devient l'Équipe nationale des États-Unis de soccer féminin des moins de 23 ans. Masar y joue dans 8 matches et marque 3 buts.
Le 29 octobre 2009 contre l'Allemagne, Masar joue son premier match dans l'Équipe nationale senior des États-Unis. Ses débuts avec l'équipe sont comme joueuse substitut en raison de la retraite de Hucles Angela et d'une blessure à Megan Rapinoe.

## Vie privée
Ella Masar est ouvertement lesbienne et a fait son coming-out le 17 mars 2015. Le 6 juillet 2015, elle a épousé sa coéquipière Erin McLeod à Vancouver
,
,
. Elles ont officialisé leur séparation en mars 2019.
Elle est fiancée à son ancienne coéquipière, l'allemande Babett Peter. Le 3 septembre 2020 elle donne naissance à un fils, Zykane.